# Gagrella delicatula
Gagrella delicatula is een hooiwagen uit de familie Sclerosomatidae.